# Platocoelotes lichuanensis
Platocoelotes lichuanensis är en spindelart som först beskrevs av Chen och Zhao 1998.  Platocoelotes lichuanensis ingår i släktet Platocoelotes och familjen mörkerspindlar. Inga underarter finns listade i Catalogue of Life.